# Tereza Hrochová
Tereza Hrochová, née le 24 février 1996 à Česká Lípa, est une coureuse de fond tchèque. Elle a remporté dix-huit titres nationaux en athlétisme.

## Biographie
Tereza Hrochová fait ses débuts en athlétisme à l'âge de 14 ans. Elle se spécialise dans les épreuves de demi-fond puis de fond. Elle remporte son premier titre national en 2016 en devant championne de Tchéquie espoirs du 5 000 mètres en 18 min 24 s 63.
Le 13 avril 2019, elle prend le départ du semi-marathon des vins de Pardubice. Elle applique avec soin les conseils de son coach pour rester aux avant-postes et profite de l'abandon de la favorite Petra Kamínková pour terminer première Tchèque en 1 h 16 min 12 s. L'épreuve comptant comme championnats de Tchéquie de la discipline, elle remporte son premier titre senior. Le 15 novembre, elle se classe dixième des championnats du monde de course en montagne à Villa La Angostura et remporte la médaille d'argent au classement par équipes.
Le 1er août 2020, elle remporte son premier titre de championne de Tchéquie de course en montagne en battant de vingt secondes Pavla Schorná-Matyášová.
Le 5 juin 2021, elle prend part à la Coupe d'Europe du 10 000 mètres à Birmingham. Lors de la course B, elle livre un duel serré en tête avec l'Italienne Anna Arnaudo et parvient à s'imposer en 33 min 0 s 00. Elle se classe treizième au général. Durant cette année, elle fait ses débuts sur la distance du marathon et décroche son ticket pour les Jeux olympiques de Tokyo. Victime d'une hypoglycémie avant la course, elle s'y classe péniblement à la 58e place en 2 h 42 min 25 s. Le 31 octobre, elle participe à la Coupe des nations de la WMRA à Chiavenna. Elle se classe septième et remporte la médaille de bronze au classement par équipes.
Le 4 juin 2022, elle réalise une course rapide lors du semi-marathon de České Budějovice. Elle s'impose en 1 h 12 min 4 s. Elle établit son nouveau record personnel sur la distance avec la quatrième meilleure performance nationale de tous les temps. Trois semaines plus tard, elle démontre sa bonne polyvalence en remportant le titre national sur 5 000 mètres en 16 min 22 s 24. Le 18 juillet, elle s'élance au départ du marathon des championnats du monde d'athlétisme à Eugene. Prenant un départ prudent, elle effectue une forte remontée en deuxième partie de course, passant de la 28e à la 17e place. Elle se classe meilleure Tchèque en 2 h 30 min 39 s.
Le 6 août 2023, elle prend le départ du semi-marathon de l'Universiade à Chengdu. Elle réalise une solide course et termine au pied du podium en 1 h 14 min 48 s.

## Palmarès

### Route/cross
| Année | Compétition                               | Lieu              | Place | Épreuve       | Temps           |
| ----- | ----------------------------------------- | ----------------- | ----- | ------------- | --------------- |
| 2019  | Championnats de Tchéquie de semi-marathon | Pardubice         | 1re   | Semi-marathon | 1 h 16 min 12 s |
| 2020  | Championnats de Tchéquie de cross-country | Běchovice         | 1re   | Cross-country | 29 min 25 s     |
| 2021  | Championnats de Tchéquie de semi-marathon | Ostřešany         | 1re   | Semi-marathon | 1 h 14 min 34 s |
| 2021  | S7 Marathon                               | Fürstenfeld       | 2e    | Marathon      | 2 h 29 min 6 s  |
| 2021  | Jeux olympiques d'été                     | Sapporo           | 58e   | Marathon      | 2 h 42 min 27 s |
| 2021  | Championnats de Tchéquie de cross-country | Valašské Meziříčí | 1re   | Cross-country | 30 min 37 s     |
| 2022  | Championnats de Tchéquie de semi-marathon | Pardubice         | 1re   | Semi-marathon | 1 h 13 min 29 s |
| 2022  | Semi-marathon de České Budějovice         | České Budějovice  | 1re   | Semi-marathon | 1 h 12 min 4 s  |
| 2022  | Championnats du monde d'athlétisme        | Eugene            | 17e   | Marathon      | 2 h 30 min 39 s |
| 2022  | Championnats d'Europe d'athlétisme        | Munich            | 23e   | Marathon      | 2 h 36 min 0 s  |
| 2022  | Championnats de Tchéquie de cross-country | Rumburk           | 1re   | Cross-country | 29 min 5 s      |
| 2023  | Semi-marathon d'Olomouc                   | Olomouc           | 2e    | Semi-marathon | 1 h 13 min 33 s |
| 2023  | Universiade d'été                         | Chengdu           | 4e    | Semi-marathon | 1 h 14 min 48 s |
| 2023  | Semi-marathon d'Ústí nad Labem            | Ústí nad Labem    | 2e    | Semi-marathon | 1 h 13 min 49 s |
| 2023  | Championnats de Tchéquie du 10 kilomètres | Prague            | 1re   | 10 kilomètres | 33 min 39 s     |
| 2023  | Championnats de Tchéquie de cross-country | Dříteč            | 1re   | Cross-country | 28 min 22 s     |
| 2023  | Championnats d'Europe de cross-country    | Bruxelles         | 22e   | Cross-country | 36 min 37 s     |
| 2024  | Championnats de Tchéquie de semi-marathon | Pardubice         | 1re   | Semi-marathon | 1 h 14 min 19 s |
| 2024  | Semi-marathon de Karlovy Vary             | Karlovy Vary      | 1re   | Semi-marathon | 1 h 12 min 29 s |
| 2024  | Jeux olympiques                           | Paris             | 26e   | Marathon      | 2 h 30 min 0 s  |
| 2024  | Championnats de Tchéquie du 10 kilomètres | Prague            | 1re   | 10 kilomètres | 33 min 10 s     |
| 2025  | Marathon de Prague                        | Prague            | 7e    | Marathon      | 2 h 34 min 4 s  |

### Piste
| Année | Compétition                           | Lieu       | Place | Épreuve  | Performance    |
| ----- | ------------------------------------- | ---------- | ----- | -------- | -------------- |
| 2021  | Coupe d'Europe du 10 000 mètres       | Birmingham | 13e   | 10 000 m | 33 min 0 s 00  |
| 2022  | Coupe d'Europe du 10 000 mètres       | Pacé       | 21e   | 10 000 m | 33 min 8 s 81  |
| 2022  | Championnats de Tchéquie d'athlétisme | Hodonín    | 1re   | 5 000 m  | 16 min 22 s 24 |
| 2023  | Championnats de Tchéquie du 10 000 m  | Žilina     | 1re   | 10 000 m | 35 min 12 s 98 |

### Course en montagne
| no  | féminin           | Course                                                           | Longueur | Départ            | Temps           |
| --- | ----------------- | ---------------------------------------------------------------- | -------- | ----------------- | --------------- |
| 10e | 10e               | Championnats du monde de course en montagne                      | 14 km    | 15 septembre 2019 | 1 h 19 min 39 s |
| 13e | Médaille d'or     | Championnats de Tchéquie de course en montagne                   | 9,5 km   | 1er août 2020     | 50 min 18 s     |
| 11e | Médaille d'or     | Championnats de Tchéquie de course en montagne                   | 9,5 km   | 19 septembre 2021 | 59 min 10 s     |
| 59e | 7e                | Coupe des nations de la WMRA                                     | 19 km    | 31 octobre 2021   | 1 h 37 min 20 s |
| 7e  | Médaille d'or     | Championnats de Tchéquie de course en montagne                   | 12,7 km  | 13 mai 2023       | 57 min 49 s     |
| 8e  | 8e                | Championnats du monde de course en montagne - Montée et descente | 15,0 km  | 10 juin 2023      | 1 h 8 min 37 s  |
| 6e  | Médaille d'or     | Championnats de Tchéquie de course en montagne                   | 12,0 km  | 4 mai 2024        | 1 h 4 min 0 s   |
| 15e | Médaille d'or     | Championnats de Tchéquie de course en montagne                   | 10,3 km  | 5 juin 2025       | 56 min 12 s     |
| 31e | Médaille d'argent | Fletta Trail                                                     | 21 km    | 3 août 2025       | 1 h 41 min 32 s |

## Records
| Épreuve              | Épreuve              | Performance     | Date              | Lieu              |
| -------------------- | -------------------- | --------------- | ----------------- | ----------------- |
| 800 mètres           | Piste courte         | 2 min 15 s 64   | 28 janvier 2017   | Vienne            |
| 800 mètres           |                      | 2 min 15 s 86   | 28 mai 2016       | Kolín             |
| 1 000 mètres         | Piste courte         | 2 min 55 s 27   | 20 janvier 2017   | Prague            |
| 1 000 mètres         |                      | 2 min 55 s 49   | 16 mai 2017       | Sušice            |
| 1 500 mètres         | Piste courte         | 4 min 36 s 83   | 26 février 2017   | Prague            |
| 1 500 mètres         |                      | 4 min 22 s 44   | 15 mai 2022       | Ostrava           |
| Mile                 | Mile                 | 5 min 17 s 80   | 14 septembre 2017 | Bělá nad Radbuzou |
| 3 000 mètres         | Piste courte         | 9 min 43 s 45   | 16 février 2019   | Ostrava           |
| 3 000 mètres         |                      | 9 min 23 s 85   | 12 juin 2022      | Pilsen            |
| 5 000 mètres         | 5 000 mètres         | 16 min 0 s 61   | 4 septembre 2022  | Cheb              |
| 10 000 mètres        | 10 000 mètres        | 33 min 0 s 00   | 5 juin 2021       | Birmingham        |
| 2 000 mètres steeple | 2 000 mètres steeple | 7 min 6 s 07    | 13 mai 2018       | Pliezhausen       |
| 3 000 mètres steeple | 3 000 mètres steeple | 10 min 14 s 09  | 8 août 2020       | Pilsen            |
| 5 kilomètres         | 5 kilomètres         | 17 min 8 s      | 11 novembre 2018  | Brașov            |
| 10 kilomètres        | 10 kilomètres        | 33 min 43 s     | 3 septembre 2023  | Prague            |
| Semi-marathon        | Semi-marathon        | 1 h 11 min 38 s | 9 juin 2024       | Rome              |
| Marathon             | Marathon             | 2 h 26 min 38 s | 18 février 2024   | Séville           |